# Anna Månsdotter

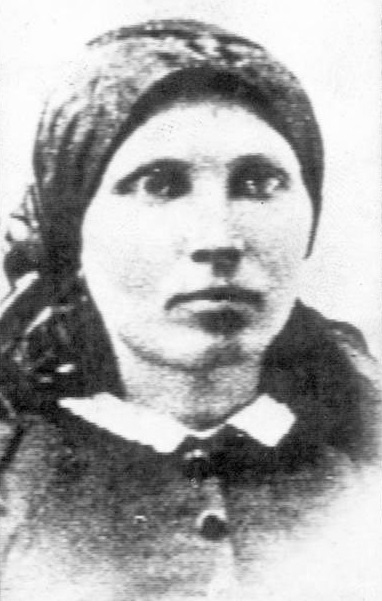
Anna Månsdotter

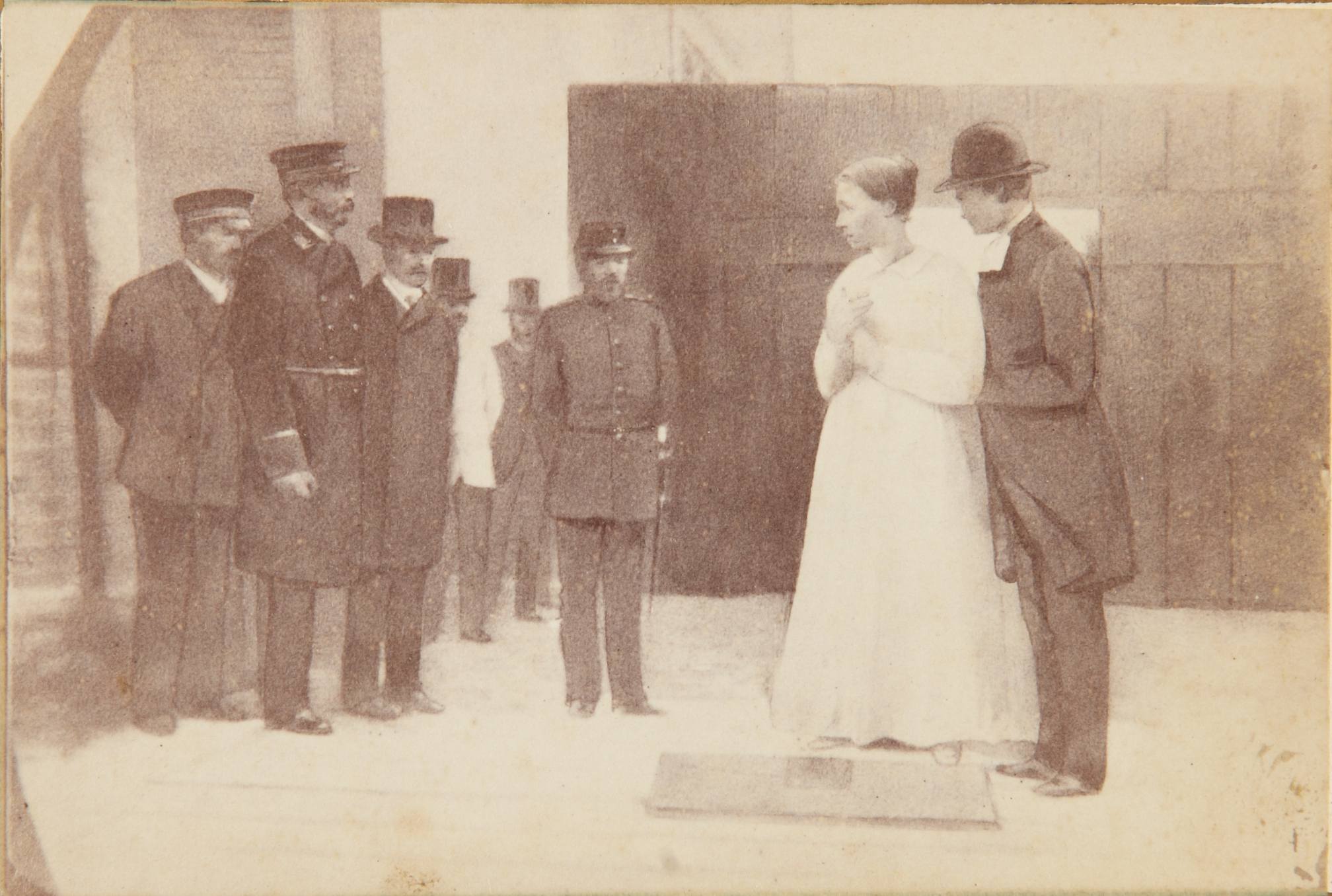
Anna Månsdotter kurz vor ihrer Exekution

Anna Månsdotter (* 28. Dezember 1841 in Yngsjö; † 7. August 1890 in Kristianstad) war die letzte Frau, die in Schweden hingerichtet wurde. Sie hatte ihre Schwiegertochter ermordet und wurde für diesen Mord mit dem Beinamen „Yngsjö-Mörderin“ belegt.
Das Opfer war Månsdotters Schwiegertochter Hanna Johansdotter (1867–1889), die dem inzestuösen Verhältnis zwischen Månsdotter und ihrem Sohn Per Nilsson im Weg stand. Anna Månsdotter erdrosselte ihre Schwiegertochter und versuchte die Tat als Unfall (Sturz von der Kellertreppe) zu tarnen, was jedoch misslang.
Sowohl Anna Månsdotter als auch ihr Sohn – angeklagt als Mittäter – bekannten sich schuldig und wurden zum Tode verurteilt. Am 7. August 1890 wurde Anna Månsdotter in Kristianstad durch das Handbeil hingerichtet. Scharfrichter war Schwedens letzter Henker Albert Gustaf Dahlman († 1920). Månsdotters Sohn wurde zu lebenslanger Zwangsarbeit verurteilt und 1913 freigelassen. Er starb 1918.